# Christuskirche (Isenstedt)

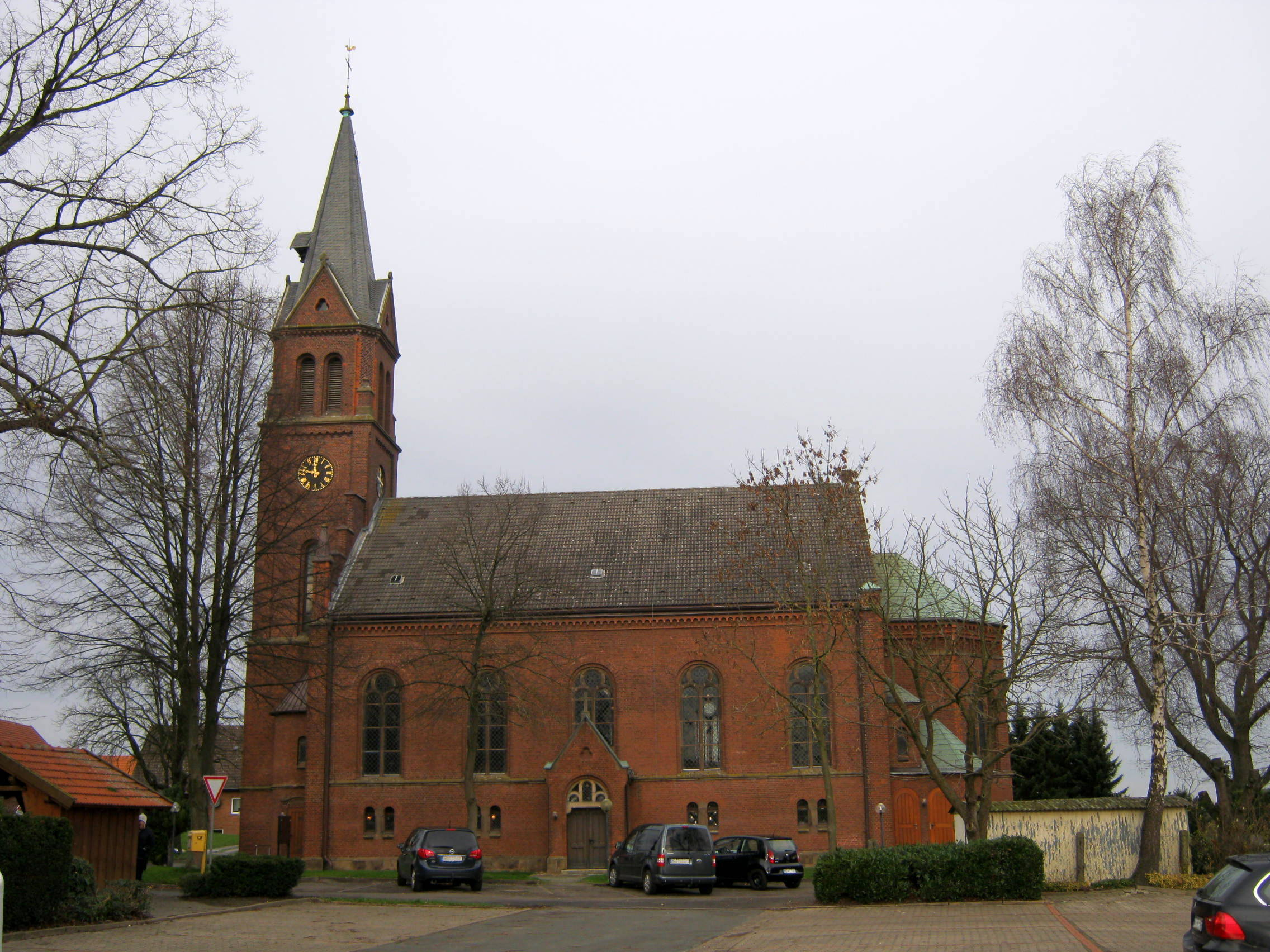
Südseite der Isenstedter Kirche

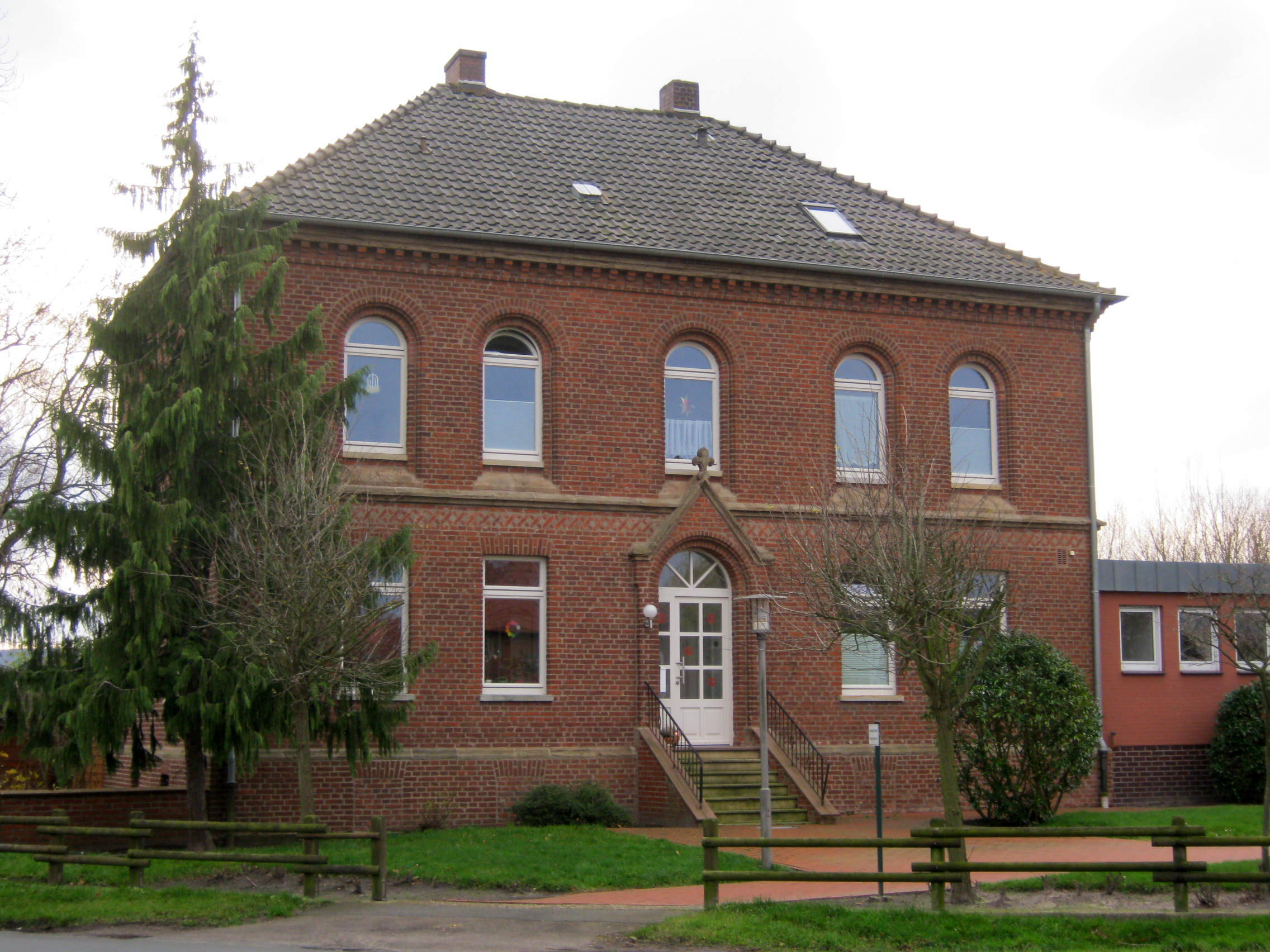
Pfarrhaus an der Kirchstraße

Die Christuskirche ist ein denkmalgeschütztes evangelisches Kirchengebäude in der Kirchstraße in Isenstedt, einer Ortschaft der Stadt Espelkamp im Kreis Minden-Lübbecke (Nordrhein-Westfalen).

## Geschichte und Architektur
Die neugotische Saalkirche aus Backstein, mit eingezogenem, polygonal geschlossenem Chor wurde von 1878 bis 1880 von Wilhelm Moelle errichtet. Der Außenbau ist aufwendig durch Anbauten – einem vorspringenden Südportal, einem Staffelgiebel im Westen, mit Rundbogenfries und Ornamenten – gegliedert. Der Turm steht im Westen. Der einheitliche Innenraum wird von einer sattelförmig geknickten Holzdecke, die auf hohen, schlanken Holzstützen mit rundbogigen Arkaden ruht, überspannt. Die Kirche ist mit umlaufenden Emporen ausgestattet. Die ursprüngliche Farbfassung wurde 1974 nach Befund wiederhergestellt. Die bauzeitliche Ausstattung und die Farbfenster sind vollständig erhalten.
Westlich der Kirche steht das zugehörige Pfarrhaus. Es wurde von 1880 bis 1882 ebenfalls von Wilhelm Moelle erbaut.